# Puslinch Lake
Puslinch Lake är en sjö i Kanada.   Den ligger i countyt Wellington County och provinsen Ontario, i den sydöstra delen av landet, 400 km sydväst om huvudstaden Ottawa. Puslinch Lake ligger 303 meter över havet. Arean är 1,6 kvadratkilometer.Den sträcker sig 2,7 kilometer i nord-sydlig riktning, och 1,8 kilometer i öst-västlig riktning. Sjön är den största dödissjön i Nordamerika.
Omgivningarna runt Puslinch Lake är en mosaik av jordbruksmark och naturlig växtlighet. Runt Puslinch Lake är det ganska tätbefolkat, med 52 invånare per kvadratkilometer.